# Sân bay Banfora
Sân bay Banfora (IATA: BNR, ICAO: DFOB) là một sân bay ở Banfora, Burkina Faso.